# Лајден
Лајден (хол. Leiden, раније Leyden, лат. Lugdunum Batavorum) је град и општина у низоземској провинцији Јужна Холандија.
Град има око 117.000 становника, 254.000 са предграђима. Налази се на реци Старој Рајни близу Хага и Харлема. У Лајдену се налази најстарији универзитет у Низоземској, основан 1575.

## Историја
На месту данашњег Лајдена постојала је римска тврђава у 4. веку. Граду Лајдену се приписује римско име Lugdunum Batavorum, мада је оно припадало данашњем граду Катвијку.
Године 860., помиње се насеље Леитон (Leithon) које је претеча данашњег града. Градске привилегије Лајден је добио 1266. Лајден је нарочито просперирао у 16. и 17. веку. Град је био познат по производњи тканина и штампарству.
Године 1572, Лајден се прикључио низоземској побуни против шпанске власти. Под шпанском опсадом је био до октобра 1574. Опсада је пробијена тако што су бране разваљене, тле поплављено, па су бродови са залихама допловили до града. Као награду за херојски отпор, Виљем I Орански је основао Универзитет у Лајдену.
Године 1606. у Лајдену је рођен чувени сликар Рембрант ван Ријн.
Током 17. века, град је напредовао захваљујући доласку избеглица из Фландрије. Иако је изгубио трећину од 15.000 становника током опсаде 1574, 1622. имао је 45.000 становника, и близу 70.000 око 1670. Током Златног доба Низоземске, Лајден је био други град Низоземске, после Амстердама.
Касније, Лајден је стагнирао услед опадања значаја текстилне индустрије. Број становника је пао на 30.000 1811, а 1904. био је 56.044. Низоземски устав је написао Јохан Рудолф Торбеке априла 1848. у Лајдену. Данас је Лајден значајан као историјски и универзитетски град.
Овде се налази Универзитет у Лајдену.

## Слике града
- Млин Де Валк
- Стара Рајна
- Градска већница
- Градски канал и стара опсерваторија

## Становништво
Према процени, у граду је 2008. живело 117.191 становника.
| 1980.   | 1990.   | 2000.   | 2008.   |
| ------- | ------- | ------- | ------- |
| 103,046 | 110,423 | 117,191 | 116,957 |